# ليلي فاضل
ليلي فاضل (بالإنجليزية: Leila Fadel)‏ هي صحفية أمريكية، ولدت في 1981.